# Eunice Adorno
Eunice Adorno (Ciudad de México, 1982) es una artista especializada en fotografía documental que reside entre la Ciudad de México y la ciudad de Nueva York.
Con más de diez años de experiencia en el fotoperiodismo ha recibido reconocimientos como la beca que otorga el FONCA a jóvenes creadores (2009,2010, 2012,2013, 2016), el Premio Nacional de Cultura Fernando Benítez (2010) y fue seleccionada por el World Press Photo Joop Swart (2011) que tuvo lugar en Holanda y con cuyos resultados se publicó el libro Next # 01. Recibió la nominación para el premio Rudin Prize for Emerging Photografers (2012) y ganó el estímulo económico otorgado por IMCINE para escritura de guion (2014).

## Formación académica
Estudió fotografía en el Centro de la Imagen donde asistió al Seminario de Fotografía Contemporánea. También participó del Joop Swart Masterclass de World Press Photo en la ciudad de Ámsterdam. Formó parte del programa SOMA. Fotonarrativa y Nuevos Medios en la Fundación Medro Meyer.
Formó parte del Programa de Residencias Artísticas del International Studio & Curatorial Program de Nueva York.

## Colaboraciones y exhibiciones
Su trabajo se ha publicado en medios nacionales e internacionales, por nombrar algunos: el Periódico Británico de Fotografía, la publicación Ojo de Pez de España, la revista Colors de Italia y Gatopardo de México, entre otros. Su trabajo ha sido exhibido en exposiciones colectivas e individuales en ciudades como México, Hannover, en Madrid, Praga, en Río de Janeiro, Los Ángeles y también Nueva York.

## Las mujeres floresde Eunice Adorno
Las mujeres flores es un libro derivado de la investigación sobre la vida cotidiana de las mujeres menonitas de dos comunidades en México: Nuevo Ideal, ubicada en Durango y La Onda, en Zacatecas. Debido a la calidad y sensibilidad demostrada por las imágenes en este trabajo, la autora se hizo acreedora del Premio Nacional de Cultura Fernando Benítez en 2010. El texto, con un aproximado de 100 hojas, fue publicado por editorial Fábrica.
Con este proyecto Eunice Adorno inmortalizó la manera en que las mujeres de estas comunidades parecen vivir en un universo paralelo con una agenda de actividades definida y cuyo late motiv es la presencia de las flores tanto en sus atuendos, sus utensilios de trabajo dentro del hogar, en sus jardines e inclusive en muchos de sus nombres propios.